# РГН (граната)
РГН (рос. Ручная Граната Наступательная, ручна граната наступальна) (Індекс ГРАУ — 7Г21) — протипіхотна осколкова ударно-дистанційна граната. Призначена для ураження живої сили в бою. 
Під час вибуху граната утворює 220—300 осколків середньою вагою 0,42 грам з початковою швидкістю розльоту 700 м/с, площа розльоту осколків складає 95—96 м². Радіус ураження осколками гранати — 15 м, радіус можливого ураження — 35 м.
Підривник РГН (запал УДЗ) зводиться тільки через 1,3-1,8 с після того, як буде відпущений запобіжний важіль. Якщо протягом цього часу детонатор відчує помітний струс, він знімається з бойового взводу і граната не вибухає; це оберігає від нещасних випадків, якщо граната випадково випадає з руки. Далі детонатор переходить в стан, при якому граната вибухає від удару об ціль. Якщо вибух гранати не відбувся від детонатора ударної дії (наприклад, при попаданні в глибокий сніг, траву), то вибух гранати відбувається через 3,2-4,2 с після звільнення притискного важеля. Перед кидком попередньо слід видалити запобіжне кільце, притиснувши важіль пальцями до корпусу гранати.
Бойова граната фарбується в оливково-сірий колір.